# 克里斯托弗·特納
克里斯托弗·特納（Kristopher Turner，1980年9月27日—）是加拿大的一位演員。他最著名的作品是在電視劇拯救希望中飾演Dr. Gavin Murphy角色。特納出生成長在馬尼托巴省溫尼伯。

## 外部連結
- Kristopher Turner official website （页面存档备份，存于）
- 克里斯托弗·特納在互联网电影资料库（IMDb）上的資料（英文）
- 克里斯托弗·特納的X（前Twitter）